# Dikasterij za kler
Kongregacija za kler (lat. Congregatio pro Clericis) jedna je od devet kongregacija Rimske kurije koja ima trostruku zadaću; bdjeti nad svetošću i disciplinom klera, nadzirati i poticati katehezu, tj. vjersko obrazovanje kršćana, pratiti probleme koji su povezani s materijalnom zbrinutošću klera i s upravljanjem crkvenih dobara.
Dana 25. siječnja 2012. godine, papa Benedikt XVI. je dao Kongregaciji na odgovornost brigu o katoličkim sjemeništima, koja je do tada bila u nadležnosti Kongregacije za katolički odgoj. Od 21. rujna 2013., prefekt Kongregacije je kardinal Beniamino Stella. Tajnik Kongregacije je francuski nadbiskup Joël Mercier.

## Povijest
Izvorno je Kongregacija osnovana kao Sacra Congregatio Cardinalium pro executione et interpretatione concilii Tridentini interpretum od strane pape Pija IV., apostolskom konstitucijom Alias Nos od 2. kolovoza 1564. godine. Kongregacija je bila zadužena za provođenje te promatranje pravilne primjene disciplinskih uredbi donesenih na Tridentskom saboru. Kongregacija je kasnije bila poznata pod nazivom "Sveta kongregacija Vijeća". Siksto V. je apostolskom konstitucijom "Immensa" od 22. siječnja 1588. proširio ovlasti Kongregacije. Kasnije su opet izgubili mnoge od svojih ovlasti, zadržavajući samo one koje se odnose na discipliniranje svjetovnog klera, ali su i dalje zadržali svoj izvorni naziv. Papa Pavao VI. je apostolskom konstitucijom "Regimini ecclesiae universae" od 31. prosinca 1967. godine, preimenovao u "Kongregacija za Kler".
U siječnju 2013. godine motuproprijem "Fides per doctrinam" je prenio nadležnost o katehezama na Kongregaciju za kler s Papinskog vijeća za promicanje nove evangelizacije.

## Prefekti

### Kongregacija koncila
- Karlo Boromejski (1564. – 1565.)
- Francesco Alciati (1565. – 1580.)
- Filippo Boncompagni (1580. – 1586.)
- Antonio Carafa (1586. – 1591.)
- Girolamo Mattei (1591. – 1603.)
- Paolo Emilio Zacchia (1604. – 1605.)
- Francesco Maria Bourbon del Monte Santa Maria (1606. – 1616.)
- Orazio Lancellotti (1616. – 1620.)
- Roberto Ubaldini (1621. – 1623.)
- Cosimo de Torres (1623. – 1626.)
- Bonifazio Bevilacqua Aldobrandini (1626. – 1627.)
- Fabrizio Verospi (1627. – 1639.)
- Giambattista Pamphilj (1639. – 1644.)
- Francesco Cennini de' Salamandri (1644. – 1645.)
- Pier Luigi Carafa (1645. – 1655.)
- Francesco Paolucci (1657. – 1661.)
- Giulio Cesare Sacchetti (1661. – 1663.)
- Angelo Celsi (1664. – 1671.)
- Paluzzo Paluzzi Altieri degli Albertoni (1671. – 1672.)
- Vincenzo Maria Orsini de Gravina (1673. – 1675.)
- Federico Baldeschi Colonna (1675. – 1691.)
- Galeazzo Marescotti (1692. – 1695.)
- Giuseppe Sacripante (1696. – 1700.)
- Bandino Panciatichi (1700. – 1718.)
- Pier Marcellino Corradini (1718. – 1721.)
- Curzio Origo (1721. – 1737.)
- Antonio Saverio Gentili (1737. – 1753.)
- Mario Millini (1753. – 1756.)
- Giovanni Giacomo Millo (1756. – 1757.)
- Clemente Argenvilliers (1757. – 1758.)
- Ferdinando Maria de' Rossi (1759. – 1775.)
- Carlo Vittorio Amedeo delle Lanze (1775. – 1784.)
- Guglielmo Pallotta (1785. – 1795.)
- Tommaso Antici (1795. – 1798.)
- Filippo Carandini (1800. – 1810.)
- Giulio Gabrielli (1814. – 1820.)
- Emmanuele De Gregorio (1820. – 1834.)
- Vincenzo Macchi (1834. – 1841.)
- Paolo Polidori (1841. – 1847.)
- Pietro Ostini (1847. – 1849.)
- Angelo Mai (1851. – 1853.)
- Antonio Maria Cagiano de Azevedo (1853. – 1860.)
- Prospero Caterini (1860. – 1881.)
- Lorenzo Nina (1881. – 1885.)
- Luigi Serafini (1885. – 1893.)
- Angelo Di Pietro (1893. – 1902.)
- Vincenzo Vannutelli (1902. – 1908.)
- Casimiro Gennari (1908. – 1914.)
- Francesco di Paola Cassetta (1914. – 1919.)
- Donato Raffaele Sbarretti Tazza (1919. – 1930.)
- Giulio Serafini (1930. – 1938.)
- Luigi Maglione (1938. – 1939.)
- Francesco Marmaggi (1939. – 1949.)
- Giuseppe Bruno (1949. – 1954.)
- Pietro Ciriaci (1954. – 1966.)

### Kongregacija za kler
- Jean-Marie Villot (1967. – 1969.)
- John Joseph Wright (1969. – 1979.)
- Silvio Oddi (1979. – 1986.)
- Antonio Innocenti (1986. – 1991.)
- José Tomás Sánchez (1991. – 1996.)
- Darío Castrillón Hoyos (proprefekt 1996. – 1998., prefekt 1998. – 2006.)
- Cláudio Hummes (2006. – 2010.)
- Mauro Piacenza (2010. – 2013.)
- Beniamino Stella (2013. - ...)